# Dwars Bolwerkstraat
De Dwars Bolwerkstraat (voorheen: Middel Bolwerkstraat) is een straatje in de Nederlandse stad Leiden. De straat loopt van de Kraaierstraat naar de Bolwerkstraat, parallel aan het Levendaal.

## Geschiedenis

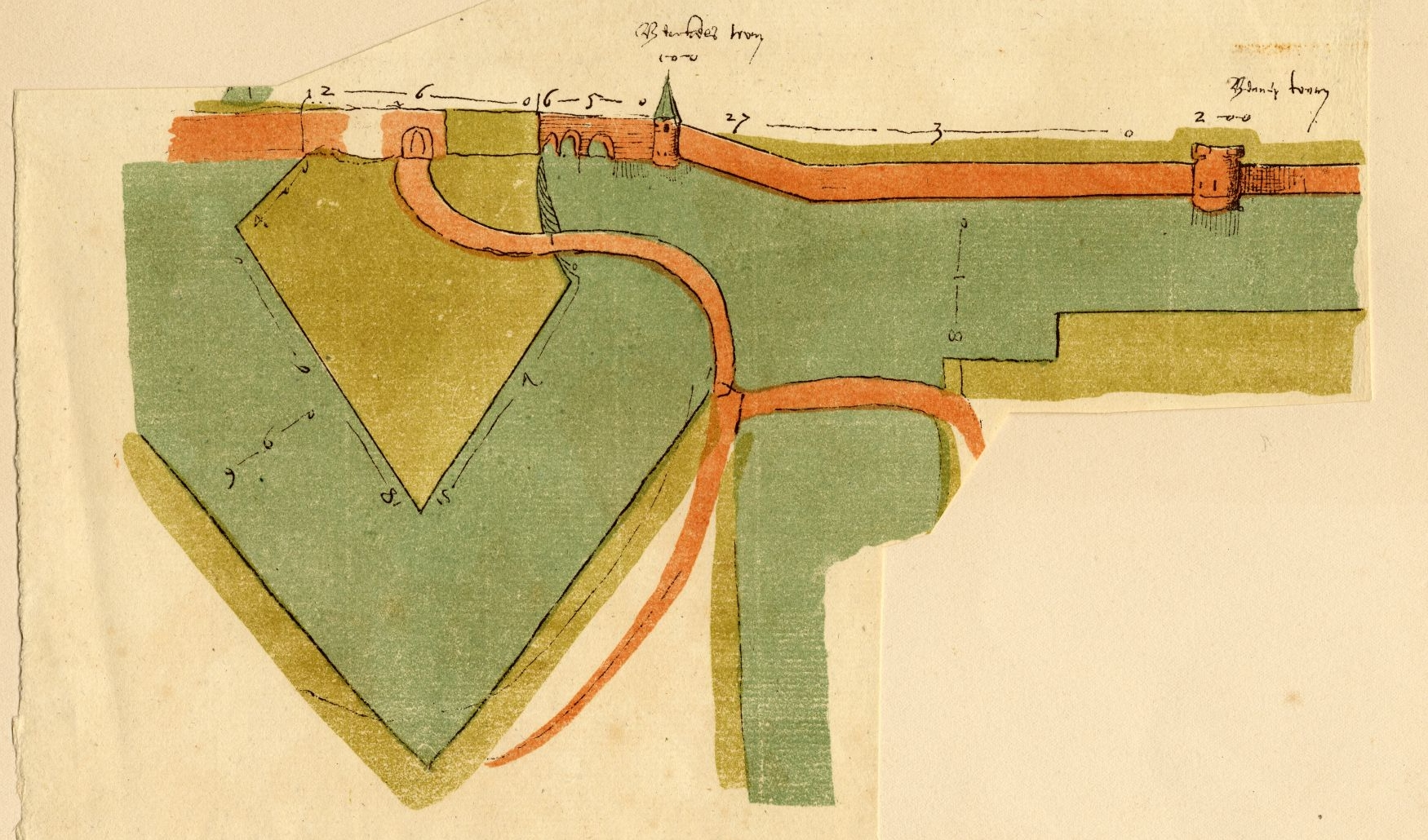
Het bolwerk gelegen voor de Hogewoerdspoort

De naam van de straat verwijst naar het hier gelegen voormalige bolwerk, dat ontstond door de uitbreiding in de 13e eeuw van de voorstad op de Hogewoerd. Ter hoogte van de huidige Kraaierstraat werd op de Hogewoerd - toen een belangrijke verkeersroute langs de Nieuwe Rijn - de poort Costverloren gebouwd, die later de Hoogewoerdsepoort werd. Rond het midden van de 14e eeuw werd de poort onderdeel van een verdedigingswerk bestaande uit stadsmuur, bolwerk en een vestgracht, tussen Geregracht en Herengracht (zie ook: Lijst van stadspoorten van Leiden).
Bij de stadsuitbreiding van 1659 bouwde men verder oostwaarts een nieuwe poort. De oude Hogewoerdspoort werd afgebroken en het water rond het bolwerk gedempt. In 1662 werd op deze plek voor het eerst gebouwd. De straatnamen Bolwerkstraat en Dwars Bolwerkstraat herinneren nog steeds aan het voormalige bolwerk. Bij de werkzaamheden ter plaatse voor de rioolaanleg en -vernieuwing in 1984/1985 vond men onder het pand op de hoek van de Kraaierstraat wz/Hogewoerd (nr. 115) de fundering van een zware ronde toren. Ter hoogte van de panden Hogewoerd 117 werden de resten van twee in elkaars verlengde liggende stenen boogbruggen aangetroffen, en voor Hogewoerd nr. 108 noordzijde legde men delen van de verdedigingswerken vóór de poort bloot. Hiermee werden de eerdere bevindingen op basis van archiefonderzoek ook fysiek bevestigd.

## Markante gebouwen
In de Dwars Bolwerkstraat op nummer 3 was geruime tijd een verf- en lakfabriek van de firma Gijsman jr. gevestigd. Gijsman kocht het pand in 1921 en trok het bij zijn winkel aan de Hogewoerd. In 1929 werd uitgebreid met een pand op nummer 1 en werd een Hinderwetvergunning verleend. Rond 1990 verhuisde het bedrijf naar buiten de stad. Een authentieke gevelreclame voor de firma uit de jaren dertig is behouden gebleven. De schildering werd in 2002 gerestaureerd.
De nummers 2 en 2a van het straatje zijn gemeentelijke monumenten. Het betreft het achterdeel van een woon- en winkelpand dat oorspronkelijk in de zeventiende eeuw werd gebouwd, maar zich grotendeels in negentiende-eeuwse staat bevindt.